# Wir töten, was wir lieben
Wir töten, was wir lieben (Originaltitel Animal Traffic) ist eine neunteilige Dokumentationsreihe aus dem Jahre 1988, die sich mit gefährdeten Tierarten beschäftigt. Die Serie von Ron Orders und Arpad Bondy ist eine Co-Produktion von Channel 4, der Reihe National Geographic Explorer, der Australian Broadcasting Corporation und dem Westdeutschen Rundfunk. Der Titelsong Dominion wurde von der Gruppe Latin Quarter auf Deutsch und auf Englisch aufgenommen. 1989 erschien ein Begleitbuch mit dem Titel Wir töten, was wir lieben. Das Geschäft mit geschützten Tieren und Pflanzen, das von Dieter Kaiser herausgegeben wurde.

## Handlung
Trotz strenger Gesetze boomt der weltweite illegale Handel mit lebenden Tieren und tierischen Produkten. Die Nachfrage nach Schildkröteneiern und Tigerfellen hat diese Tiere an den Rand der Ausrottung gebracht. Gleichzeitig werden durch die Seltenheit der Tiere die Gewinne im illegalen Handel mit Wildtieren erhöht. Die Serie begleitet illegale Händler in die Regenwälder von Indonesien und Südamerika oder in die afrikanische Steppe und sie stellt Sammler in Europa und Nordamerika vor. Daneben berichtet sie über den Einsatz von Schimpansen in der medizinischen Forschung, über die Kakadu-Jagd in Australien und über die Jagd auf Kaimane in Kolumbien, aus deren Haut Luxusartikel hergestellt werden.
Folgende Episoden wurden produziert:
- Einunddreißig Tiger
- Teure Haut
- Das Krokodil in der Badewanne
- Der letzte Flug der Falter
- Für einen Hauch Exotik
- …weil sie so menschlich sind
- Restposten Natur. Der Handel mit exotischen Pflanzen
- Bis alle Meere tote Meere sind
- Mit lieben Grüßen aus Australien

## Auszeichnungen
Animal Traffic wurde 1988 mit dem Ökomedia-Preis ausgezeichnet.